# جای امن (فیلم ۱۳۵۶)
جای امن فیلمی به کارگردانی و نویسندگی مرتضی عقیلی محصول سال ۱۳۵۶ خورشیدی است. جای امن سومین فیلم مرتضی عقیلی در مقام کارگردان است 

## داستان
محمد در اصفهان راهنمای جهانگردان فرنگی است…

## بازیگران
- مرتضی عقیلی
- گلی زنگنه
- یدالله شیراندامی
- حسین شهاب
- رضا حاجیان
- ذبیح‌الله ذبیح‌پور
- حسین صفاریان
- هوشنگ عدیلی
- نریمان شیری‌فرد
- حمید سعیدپور
- عنایت‌الله بخشی